# Dicraeus setiger
Dicraeus setiger är en tvåvingeart som beskrevs av Nartshuk 1973. Dicraeus setiger ingår i släktet Dicraeus och familjen fritflugor. Inga underarter finns listade i Catalogue of Life.